# Rustica di Calabria
La Rustica di Calabria o rustica calabrese, è una razza caprina molto antica ed endemica del territorio calabrese. La popolazione molto ridotta ed eterogenea viene allevata principalmente nella provincia di Cosenza e attualmente si contano circa 4000 soggetti censiti nel Libro genealogico. I soggetti allevati presentano molto probabilmente influssi di sangue maltese e garganico. 
L'allevamento è di tipo stanziale a carattere semi brado. È una razza molto resistente e frugale, adatta al pascolo in zone scoscese e impervie, dove trova nutrimenti nel sottobosco delle zone montane e tra i pascoli cretacei e poveri tipici delle zone collinari. L'alimentazione, in casi di grave carestia alimentare, viene integrata con foraggi autoprodotti e granaglie. Il parto avviene con molta facilità e il tasso di gemellarità è del 50%. La produzione di latte si aggira intorno ai 250-300 kg a lattazione. 
Nel 2002 è stato iscritto il Registro Anagrafico di razza. 